# Верхнеаксёновский
Верхнеаксёновский — хутор в Суровикинском районе Волгоградской области России. Входит в состав Верхнесолоновского сельского поселения.

## История
В «Списке населённых мест Земли Войска Донского», изданном в 1864 году, населённый пункт упомянут как хутор Верхне-Аксеновский в составе юрта станицы Кобылянской Второго Донского округа, при речке Аксенце, расположенный в 30 верстах от окружной станицы Нижне-Чирской. В Верхне-Аксеновском имелось 62 двора и проживало 385 человек (191 мужчина и 194 женщины).
Согласно Списку населённых мест Области Войска Донского по переписи 1873 года в населённом пункте насчитывался 94 двора и проживало 270 душ мужского и 302 женского пола. В 1884 году на хуторе на средства прихожан была построена Троицкая церковь. Не сохранилась.
В 1921 году в составе Второго Донского округа включен в состав Царицынской губернии.

## География
Хутор находится в юго-западной части Волгоградской области, на правом берегу реки Аксенец, на расстоянии примерно 32 километров (по прямой) к юго-западу от города Суровикино, административного центра района. Абсолютная высота — 64 метра над уровнем моря.

Климат классифицируется как влажный континентальный с тёплым летом (согласно классификации климатов Кёппена — Dfa).
Часовой пояс
Хутор Верхнеаксёновский, как и вся Волгоградская область, находится в часовой зоне МСК (московское время). Смещение применяемого времени относительно UTC составляет +3:00.

## Население
| 2010 |
| ---- |
| 145  |

Гендерный состав
По данным Всероссийской переписи населения 2010 года в гендерной структуре населения мужчины составляли 49,7 %, женщины — соответственно 50,3 %.
Национальный состав
Согласно результатам переписи 2002 года, в национальной структуре населения русские составляли 68 %.

## Инфраструктура
В Верхнеаксёновском функционируют начальная школа (филиал Верхнесолоновской СОШ), фельдшерско-акушерский пункт, сельский клуб, библиотека и отделение Почты России.

## Улицы
Уличная сеть хутора состоит из четырёх улиц.